# Kobyłka Ossów
Kobyłka Ossów – przystanek osobowy Polskich Linii Kolejowych obsługiwany przez Koleje Mazowieckie. Położony jest przy ulicy Poniatowskiego i Napoleona na osiedlu Kobylak, w mieście Kobyłka, w powiecie wołomińskim, w województwie mazowieckim, w Polsce. W latach 2015–2017 przystanek przeszedł gruntowną modernizację w ramach projektu Rail Baltica, w wyniku której wybudowano nowy peron zlokalizowany po przeciwnej stronie ulicy Napoleona niż poprzedni.
1 stycznia 2009 r. przystanek włączono do II strefy biletowej ZTM Warszawa w ramach oferty „Wspólny bilet ZTM – KM – WKD”. Oferta ta obowiązywała jedynie do 30 czerwca 2013 r. w wyniku uprzedniego wypowiedzenia umowy przez ZTM. Przywrócenie wspólnego biletu nastąpiło 1 grudnia 2015 r.

## Ruch pasażerski
| Rok  | Wymiana pasażerska na dobę |
| ---- | -------------------------- |
| 2017 | 2 000-3 000                |
| 2022 | 1 500-2 000                |

| Linia | Operator           | Trasa |
| ----- | ------------------ | --- |
| R60   | Koleje Mazowieckie | Warszawa Wileńska – Zielonka – Kobyłka Ossów – Wołomin – Tłuszcz – Łochów – Małkinia – Czyżew                       |
| R6    | Koleje Mazowieckie | Warszawa Zachodnia – Warszawa Rembertów – Zielonka – Kobyłka Ossów – Wołomin – Tłuszcz – Łochów – Małkinia – Czyżew |

## Opis przystanku

### Peron
Przystanek składa się z jednego wysokiego, częściowo zadaszonego peronu wyspowego o długości 200 metrów, z dwiema krawędziami peronowymi.

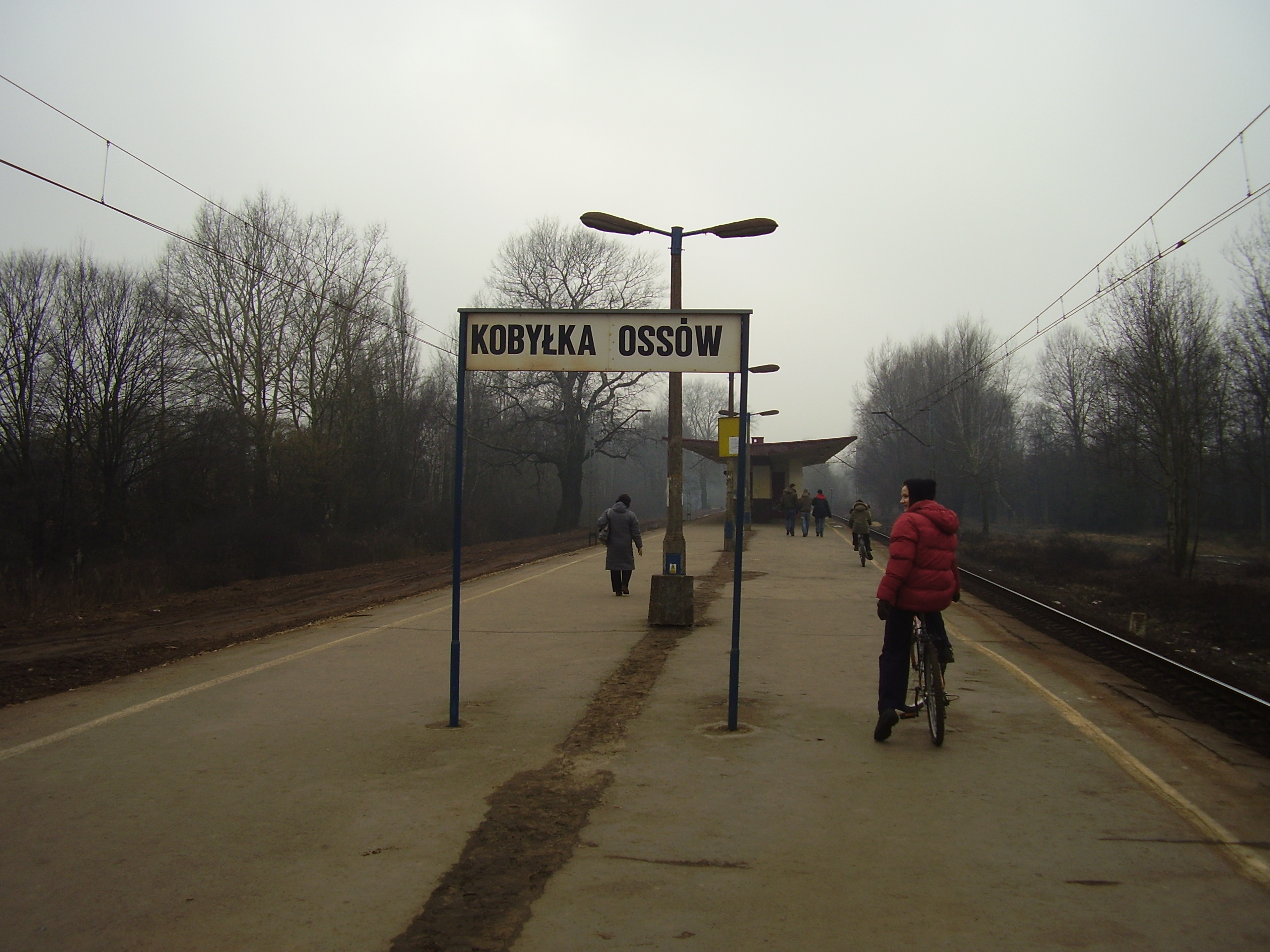
Stary przystanek kolejowy Kobyłka Ossów (2008). Widok w kierunku Zielonki

Dostęp do peronu jest możliwy jedynie z przejścia podziemnego.
Przed modernizacją peron znajdował się po zachodniej stronie przejazdu kolejowo-drogowego. Rozbiórka starego peronu wraz z budynkiem stacyjnym miała miejsce w styczniu 2016 r.
Nowy peron, umiejscowiony po wschodniej stronie przejazdu, powstał w latach 2016–2017. 
Do 2016 roku przystanek był przypisany do linii kolejowej nr 6. 1 lipca 2016 oddano do użytku dodatkowe tory do Wołomina będące przedłużeniem linii kolejowej nr 21 przeznaczone dla ruchu aglomeracyjnego, w wyniku czego przystanek wpisano do tej drugiej linii.

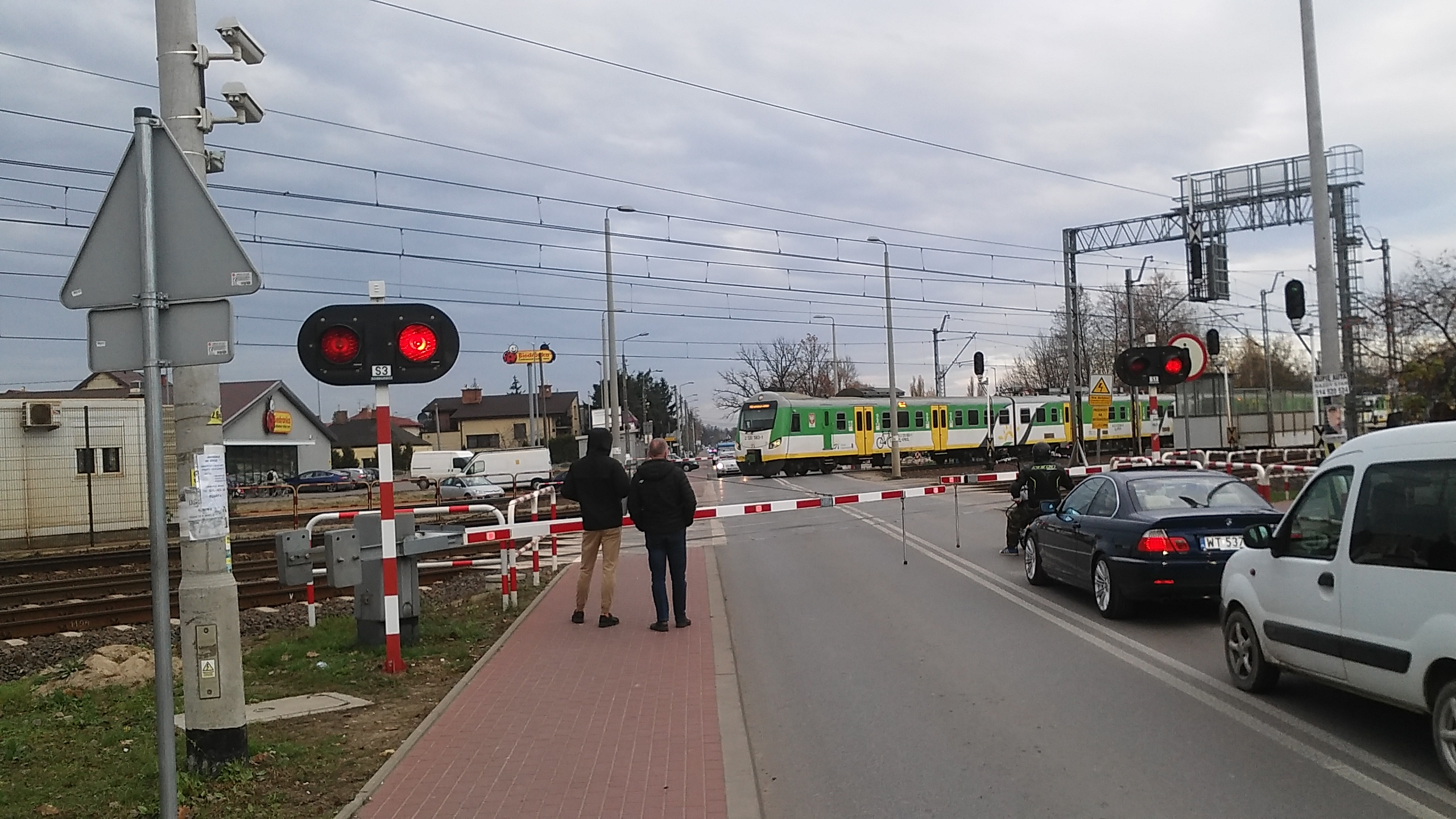
Przejazd kolejowy (widok od południa)

### Przejazd kolejowy
Na zachodniej głowicy peronu, przy wejściu na przystanek znajduje się przejazd kolejowy. Jest zabezpieczony rogatkami działającymi samoczynnie. Znajduje się w ciągu ulic Poniatowskiego i Napoleona. 
W przyszłości przejazd ma zostać zastąpiony wiaduktem. Wyeliminowanie przejazdu w poziomie szyn ma umożliwić podniesienie prędkości na szlaku do 200 km/h. Według pierwotnych planów zakończenie prac miało nastąpić w lipcu 2019 r., lecz inwestycja utknęła na etapie decyzji urzędniczych.

## Otoczenie

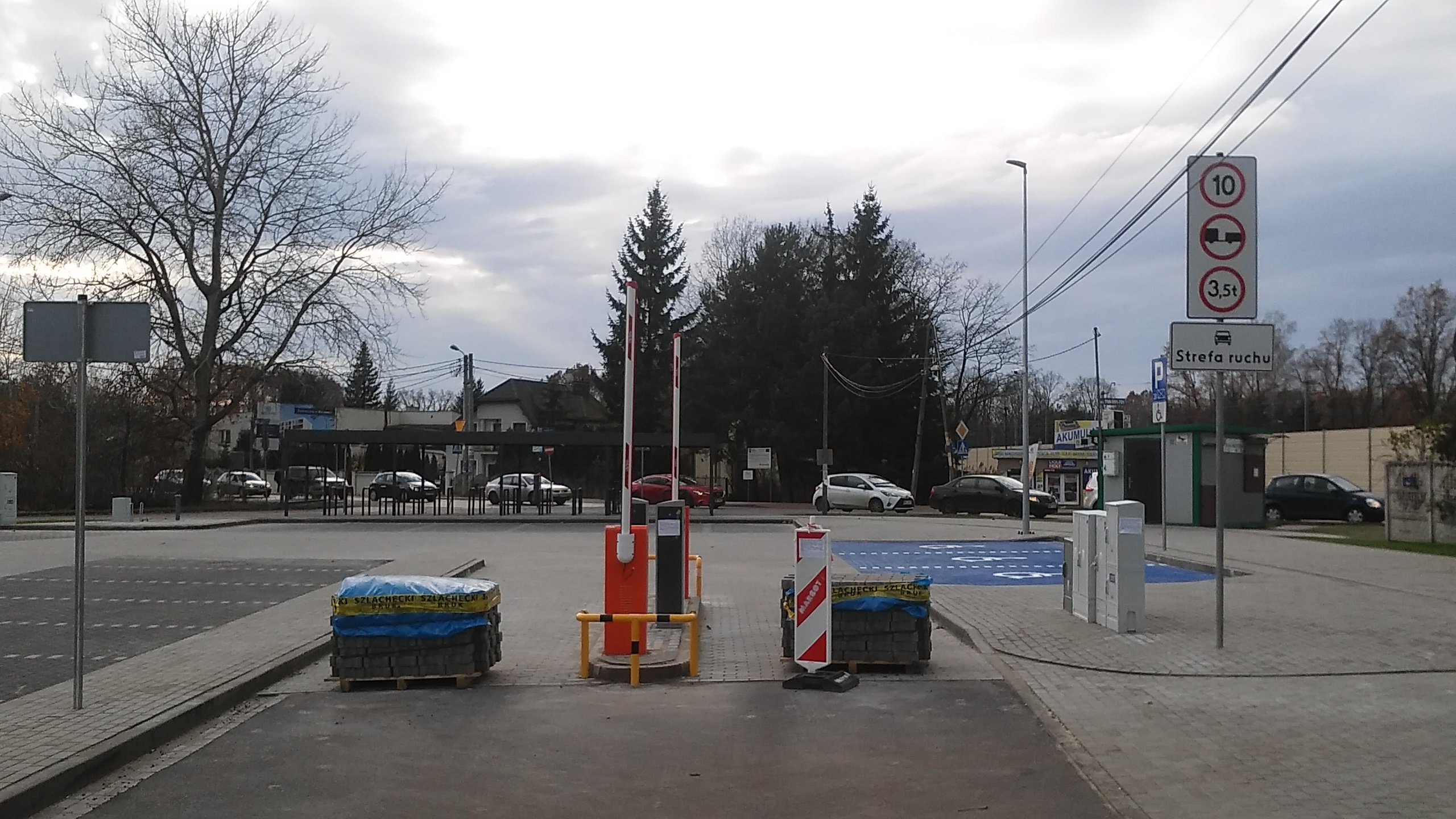
Parking P+R i kasa biletowa

Po obydwu stronach przystanku powstały parkingi typu „parkuj i jedź”. Parking A umiejscowiony jest po południowej stronie przystanku, przy ulicach Poniatowskiego i Nadarzyn, natomiast parking B po północnej stronie, wzdłuż ul. Napoleona. Łącznie parkingi mogą pomieścić ponad 110 samochodów. Na obydwu parkingach zbudowano wiaty rowerowe.

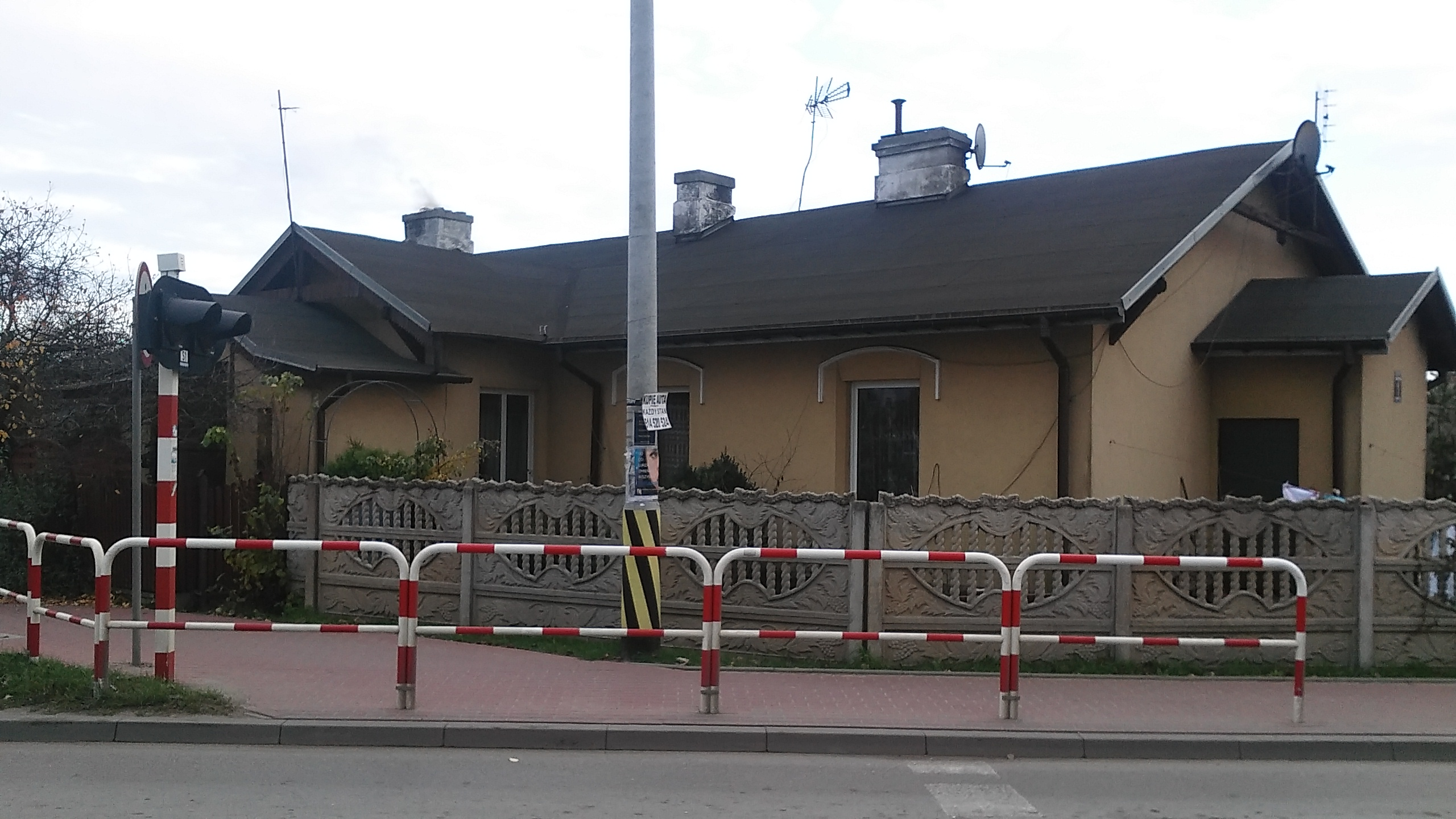
Koszarka z II połowy XIX wieku

W bezpośrednim sąsiedztwie przystanku znajduje się budynek dróżnika torowego, zwany potocznie koszarką. Powstał w latach 60. XIX wieku wraz z budową Kolei Warszawsko-Petersburskiej. Podobny budynek znajduje się w pobliżu przystanku kolejowego Ząbki.